# KV28
KV28, acrònim de l'anglès King's Valley, és una tomba egípcia de l'anomenada Vall dels Reis, situada a la riba oest del riu Nil, a l'altura de la moderna ciutat de Luxor. Té les característiques típiques que indiquen que va estar destinada a l'enterrament d'un noble de la dinastia XVIII la identitat del qual és desconeguda.

## Situació
KV28 està a uns pocs metres de KV27, a la zona oriental de la Vall, allunyada de totes les tombes reals. Altres sepulcres que es troben en aquesta zona són KV44 i KV45 al nord i KV21 al sud. El fet que la tomba real més propera i possible contemporània al sepulcre número 28 de la necròpolis sigui KV43, de Tuthmosis IV, podria indicar que va ser construïda durant el seu regnat.
El perfil de la tomba respon al model estàndard d'un enterrament destinat a un noble a la Vall dels Reis: un pou d'entrada i una única sala, tots dos perfectament excavades, de dimensions modestes i mancats de decoració. L'única peculiaritat que posseeix arquitectònicament KV28 és l'incipient començament d'una nova estada a la cambra, el projecte va ser finalment desestimat. Com la veïna KV27, KV28 sembla haver patir alguna inundació al llarg de la seva història, però la seva estructura no s'ha vist danyada.

## Excavació
Encara que és probable que la tomba estigués oberta des de l'antiguitat, no hi ha cap menció d'ella fins a la visita de Wilkison en la dècada de 1830. No obstant això, no va semblar cridar molt l'atenció fins a finals del segle xx, quan va ser desescombrada i exhaustivament analitzada per l'expedició de la Pacific Lutheran University, dirigida per Donald P. Ryan. Aquests treballs van ser paral·lels als de KV27, i van llançar Resultats de similars.
Ryan va concloure que KV28 data de mitjans de la dinastia XVIII, probablement del regnat de Tuthmosis IV o potser d'Amenhotep III, i que hi van ser enterrades almenys dues persones. Els treballs van portar a la llum fragments d'un vas canopi, embenats de mòmies i fins i tot algunes restes humanes. No obstant això, encara no s'ha descobert, i hi ha poques possibilitats que s'esbrini, la identitat dels propietaris de la tomba, segurament un matrimoni.